# 勐腊并殖吸虫
勐腊并殖吸虫（学名：Paragonimus menglaensis）为并殖科并殖属的动物。在中国大陆，分布于云南西双版纳的勐腊、景洪、勐海等地，营寄生生活。2004年，本物種發現並非有效物種：可能是小睾並殖吸蟲（P. microrchis）及豐宮貍殖吸蟲（P. proliferus）這兩個物種的混合。
终末宿主原以為是家猫、家犬或猴子，後來確訒為家鼠，中間宿主為螃蟹。寄生于肺部。